# Aphrophora mandschurica
Aphrophora mandschurica är en insektsart som beskrevs av Jacobi 1943. Aphrophora mandschurica ingår i släktet Aphrophora och familjen spottstritar. Inga underarter finns listade i Catalogue of Life.